# Культурный округ Западного Коулуна
Культурный округ Западного Коулуна (кит. упр. 西九文化區, англ. West Kowloon Cultural District, сокращённо WKCD) — гонконгский район, в котором сосредоточены многочисленные культурные учреждения и открытые пространства для прогулок и массовых мероприятий. Генеральный план застройки разработало британское архитектурное бюро Foster + Partners.
Округ является одним из самых крупных и значимых культурных проектов в мире, он управляется отдельной структурой — West Kowloon Cultural District Authority (WKCDA).

## География

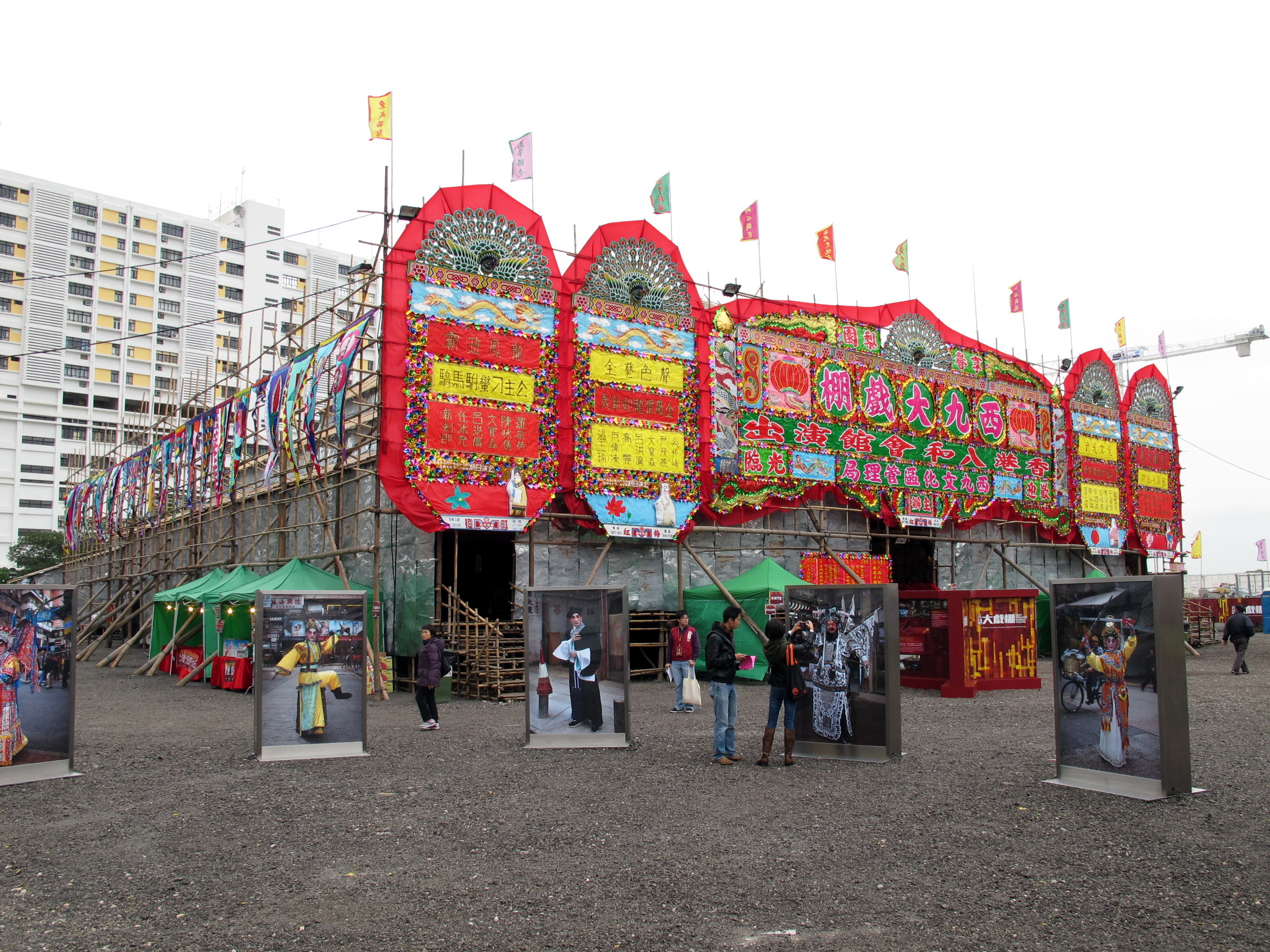
Бамбуковый театр (2012)

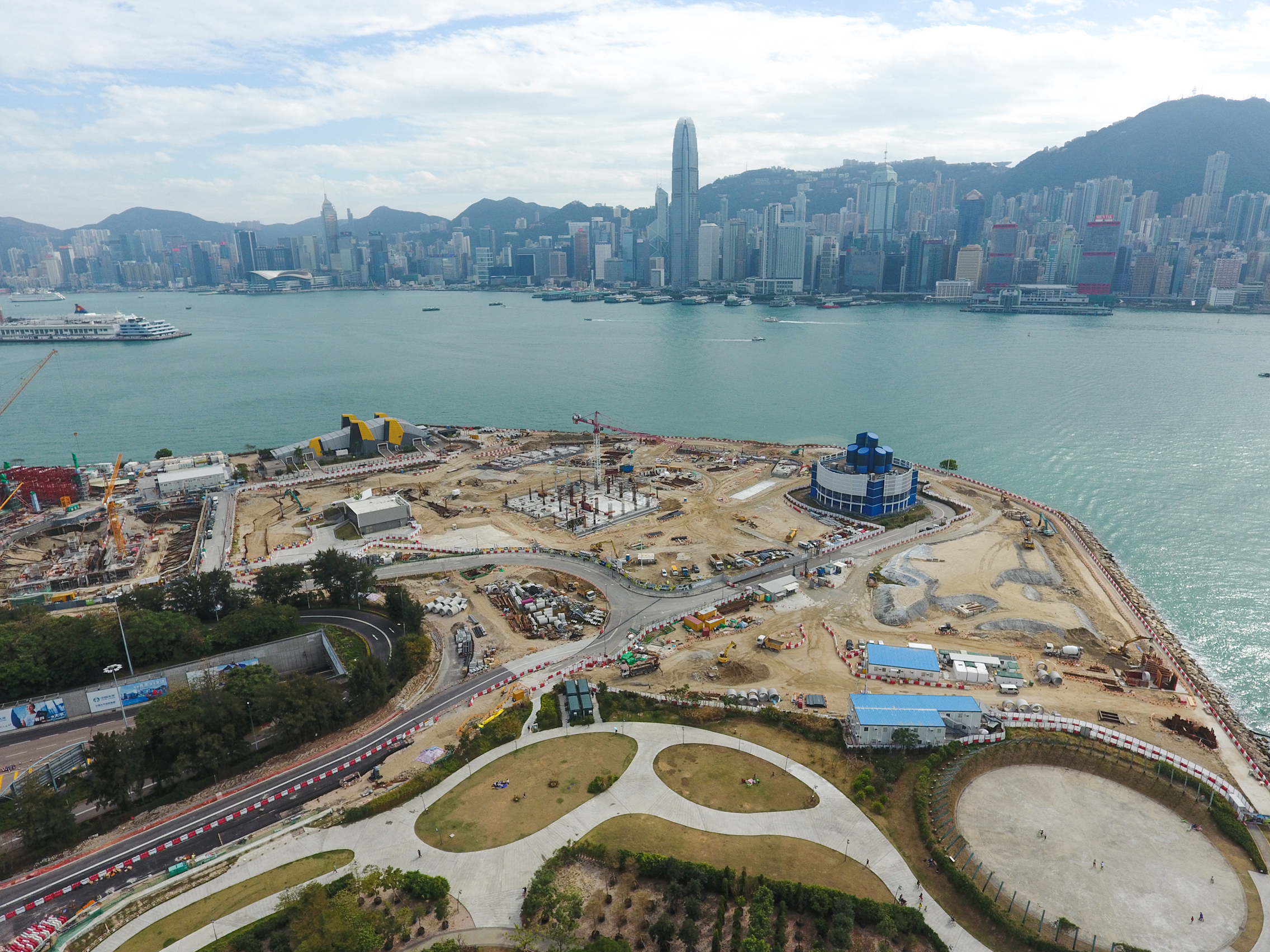
Вид на Культурный округ (2017)

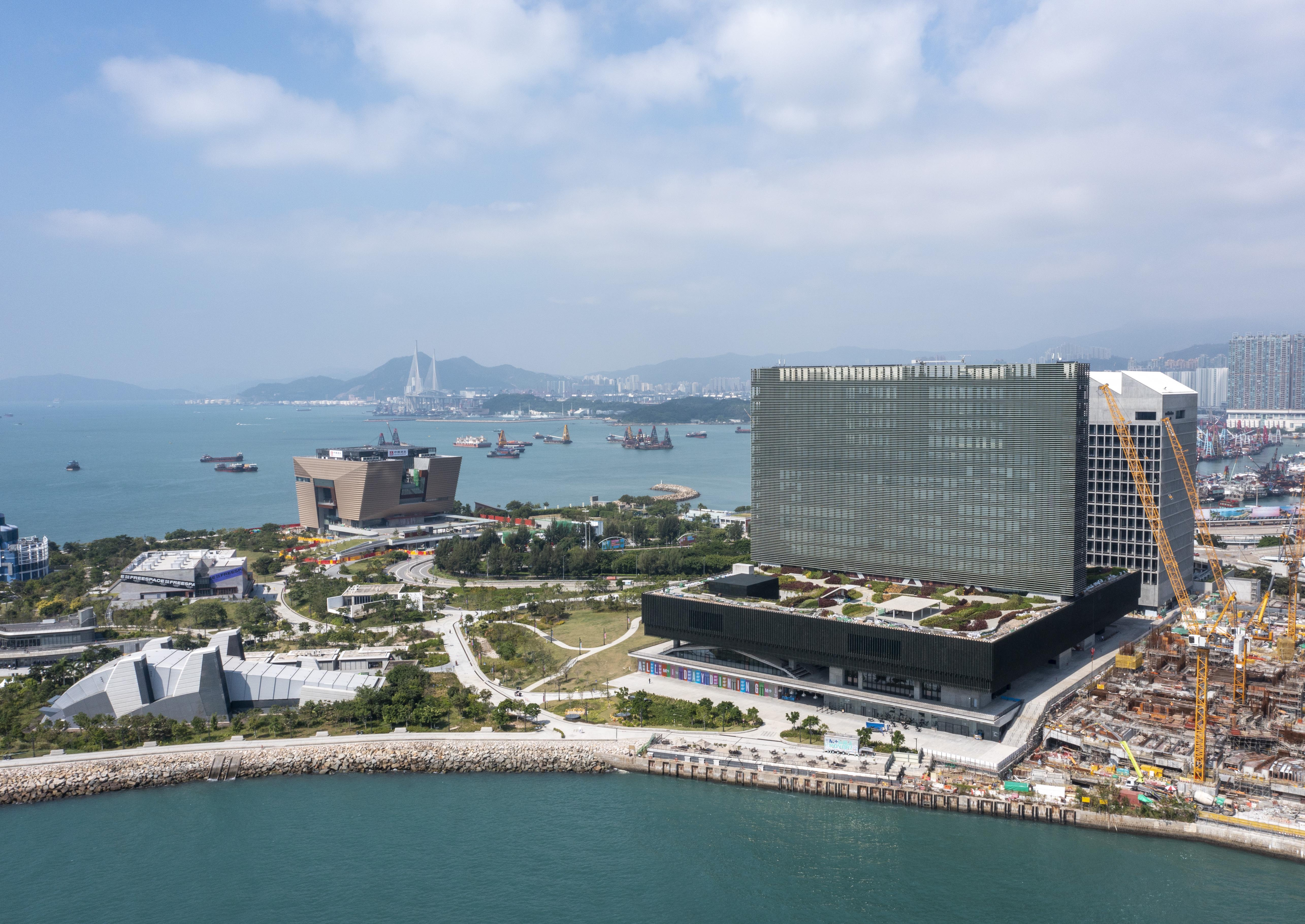
Вид на Культурный округ (2021)

Культурный округ Западного Коулуна расположен на юго-западной оконечности полуострова Коулун, в районе Западный Коулун округа Яучимвон. С северной стороны округ ограничен улицей Остин-роуд, а с южной — водами бухты Виктория. Восточной границей округа служит улица Кантон-роуд, а западной границей — скоростное шоссе Западного Коулуна, уходящее в туннель.
Вся территория округа (40 га) отвоёвана у моря и построена на намывной земле.

## История
Участок, на котором сегодня расположен Культурный округ Западного Коулуна, был создан в 1990-х годах в рамках освоения Основной программы аэропорта. Тогда здесь строилось сразу несколько инфраструктурных проектов — линии метро Аэропорт-экспресс и Тунчхун, скоростная автомагистраль Западного Коулуна и туннель Вестерн-Харбор-Кроссинг, для которых насыпали большой участок вдоль западного побережья полуострова Коулун. Позже вдоль северной границы участка были построены многофункциональный комплекс Юнион-сквер и железнодорожный вокзал Западный Коулун, которые окончательно очертили будущий культурный округ.
В 1998 году глава администрации Гонконга Дун Цзяньхуа предложил создать Культурный округ Западного Коулуна. Весной 2001 года стартовал международный архитектурный конкурс, победителями которого стали Foster + Partners и Leslie E. Robertson Associates, однако в 2005 году проект был аннулирован из-за острой критики общественности в отношении непрозрачности финансирования.
В 2006—2007 и 2009—2010 годах были проведены новые слушания и консультации. Летом 2010 года в финал вышли три проекта компаний Foster + Partners, Rocco Design Architects и Office for Metropolitan Architecture. В марте 2011 года проект Нормана Фостера был выбран победителем. Вскоре Рональд Аркулли (глава West Kowloon Cultural District Authority и совета по отбору проектов) передал генеральный план Градостроительному совету. Общая смета проекта составила более 29 млрд гонконгских долларов.
Строительство округа стартовало в январе 2012 года с возведения Бамбукового театра (позже был демонтирован). В июле 2015 года в северо-западной части участка, возле въезда в туннель, открылся временный парк для выгула домашних животных и проведения мероприятий на открытом воздухе (также здесь выращивали растения для будущего Арт-парка). В сентябре 2016 года открылся временный павильон M+, в котором проходили выставки пока строилось главное здание музея M+. В 2017 году был частично открыт Арт-парк, который полностью заработал к 2018 году (он занял более половины площади всего округа).
В январе 2019 года состоялось открытие Xiqu Centre, посвящённого кантонской опере. Также в 2019 году открылся центр современных представлений Freespace. В мае 2021 года открыл свои двери новый офис округа — WKCDA Tower, а в ноябре 2021 года — Музей визуальной культуры M+. Согласно плану, вторая фаза проекта будет завершена в 2026 году.

## Структура
В состав округа входит несколько зданий и объектов под открытым небом:
- Театрально-образовательный комплекс Xiqu Centre открылся в 2019 году. Здесь проводятся представления кантонской оперы, различные театральные выставки и семинары[14].
- Центр современных представлений Freespace открылся в 2019 году. Он имеет театр Black box, выставочные помещения, творческие мастерские и музыкальный бар Livehouse. Территория вокруг центра предназначена для танцевальных представлений, спортивных состязаний, культурных мероприятий и продажи ремесленных изделий[15].
- Музей визуальной культуры M+ открылся в 2021 году. Здесь проводятся выставки, посвящённые изобразительному искусству, дизайну, архитектуре, кинематографу, телевидению, анимации, рекламе, видеоиграм и комиксам. Фасад здания, обращённый в сторону гавани, представляет собой гигантский светодиодный экран[16][17].
- Гонконгский Дворцовый музей открылся в 2022 году. Здесь выставляются исторические экспонаты из пекинского Дворцового музея Запретного города, проводятся разноплановые лекции и семинары[18][19].
- Комплекс Лирического театра имеет три театральных зала, различные репетиционные помещения и центр сотрудничества для театральных коллективов со всего мира[20].
- В Арт-парке на площади 23 га расположены различные павильоны, а также кафе, рестораны, газоны, велосипедные и беговые дорожки. Под парком оборудована подземная автомобильная стоянка[21].
- На набережной (West Kowloon Waterfront Promenade) устанавливают главную новогоднюю ёлку Гонконга, проводят фестивали и устраивают салюты.

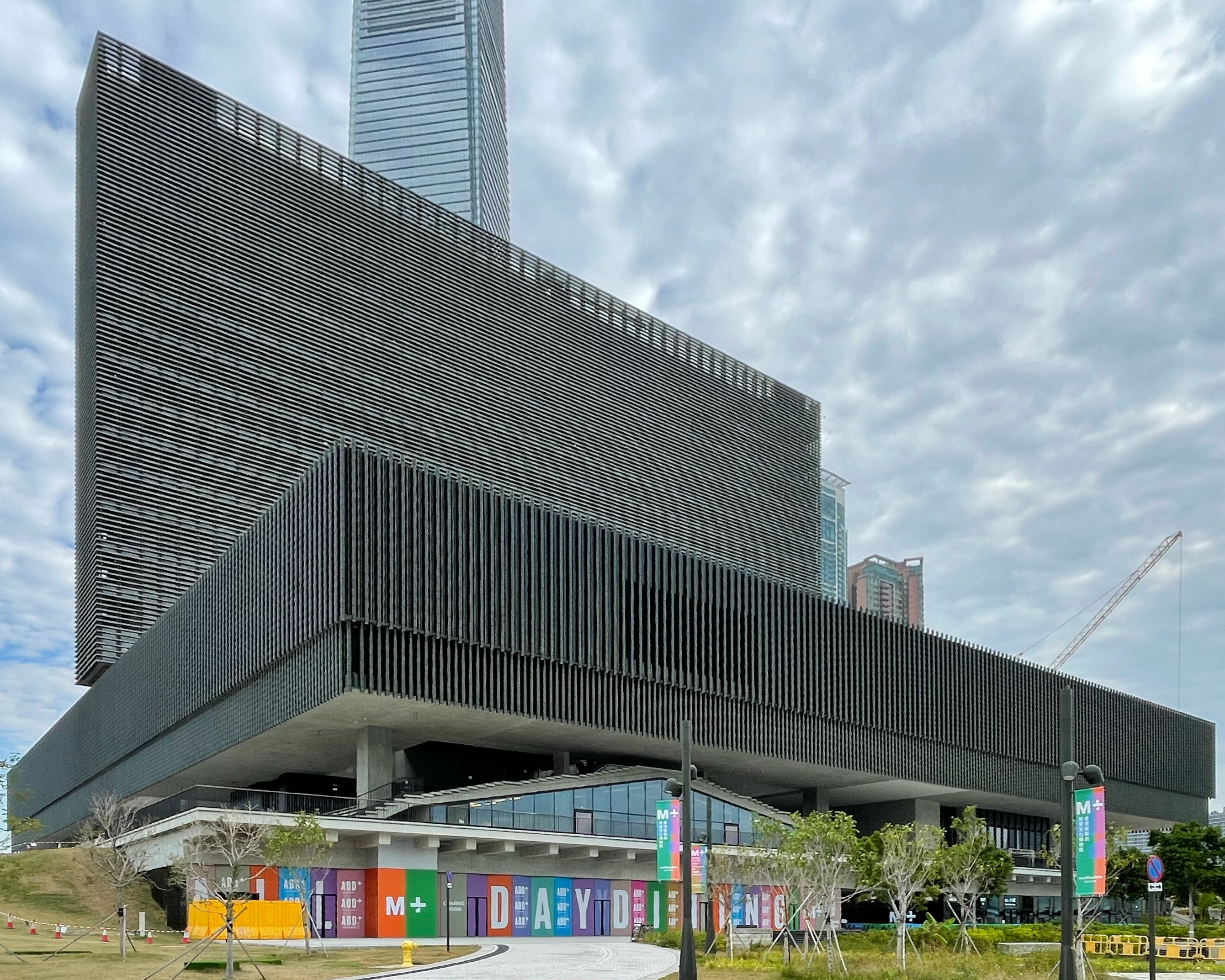
Музей M+
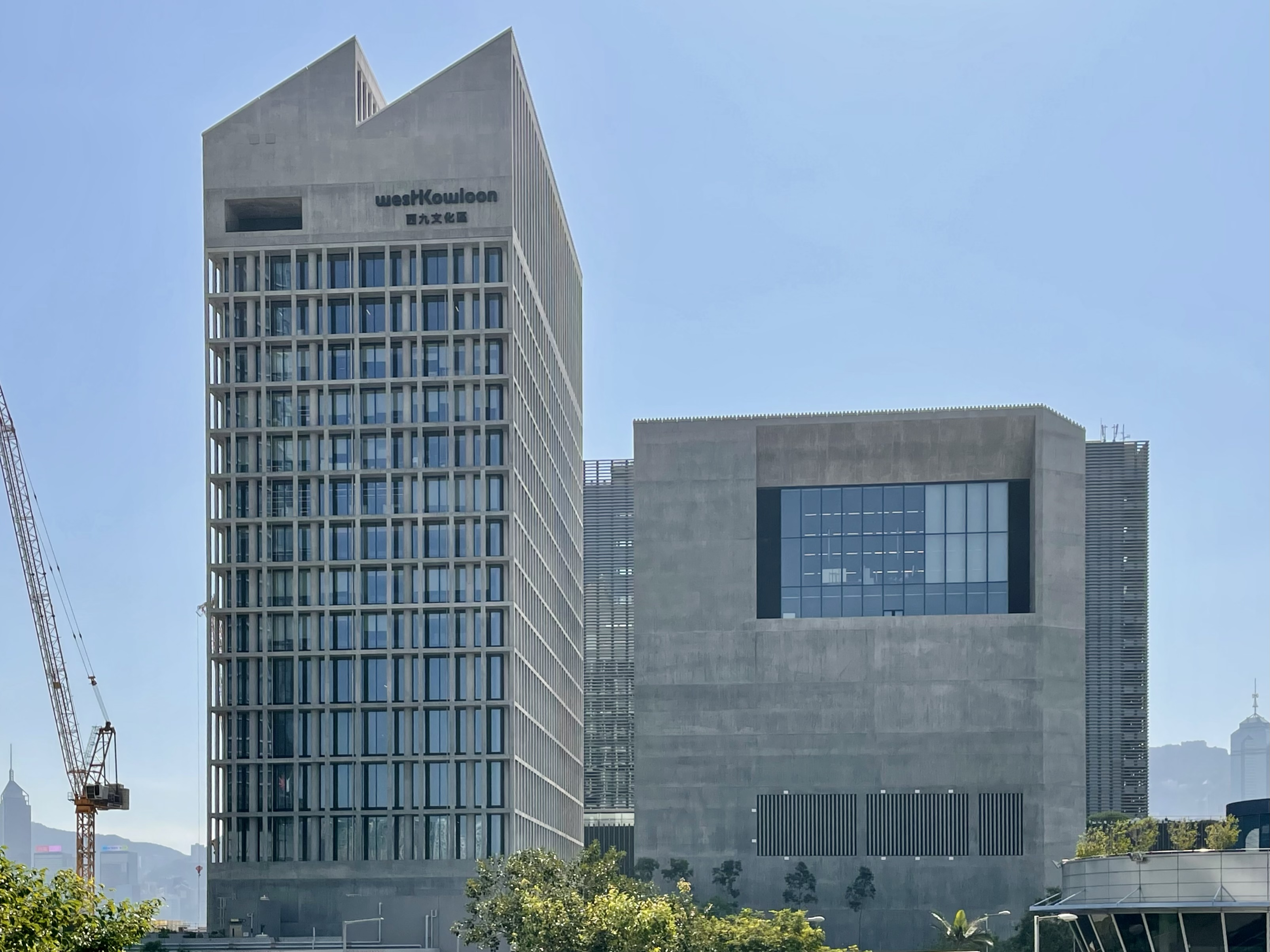
Офис WKCDA
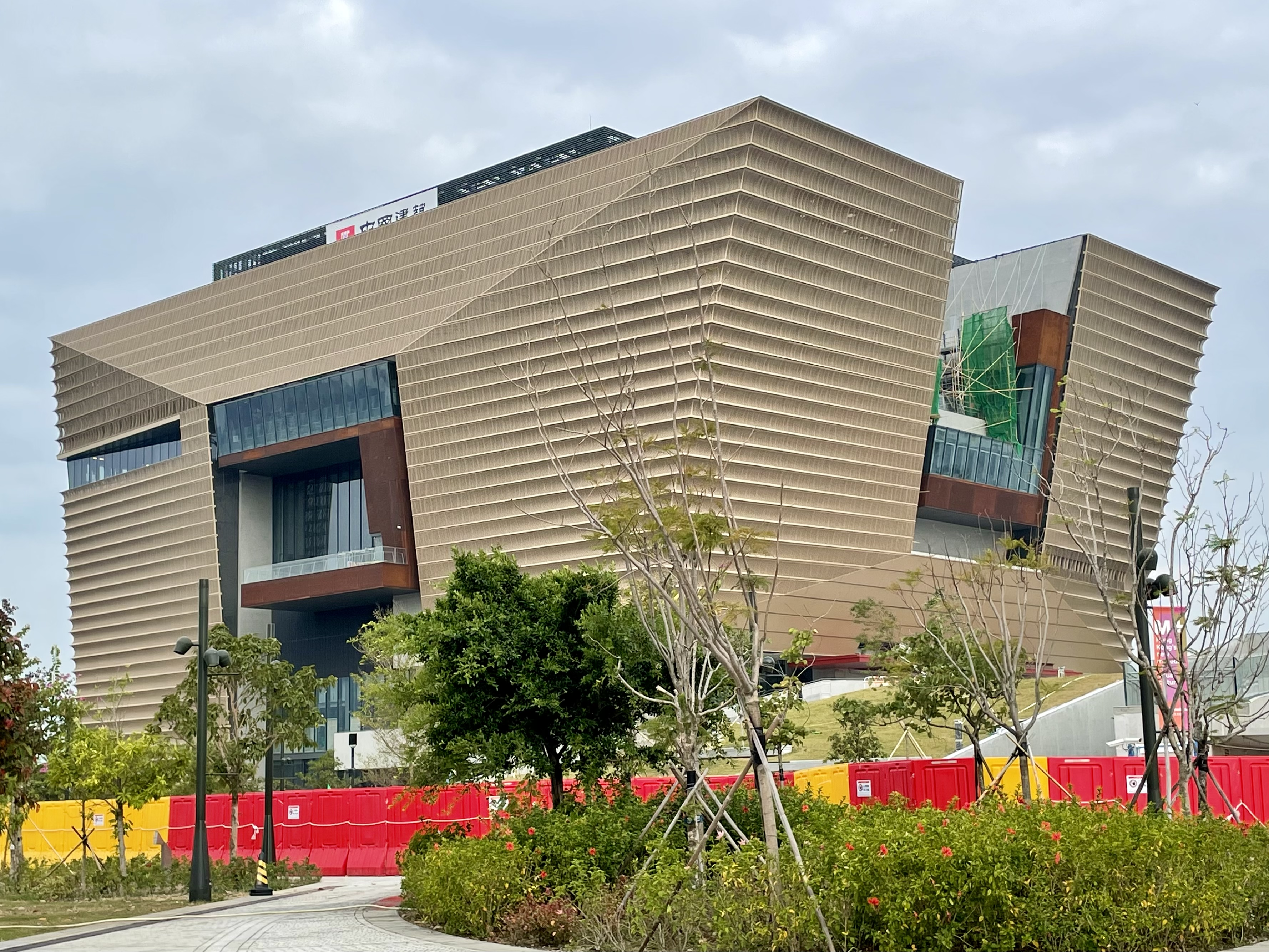
Дворцовый музей
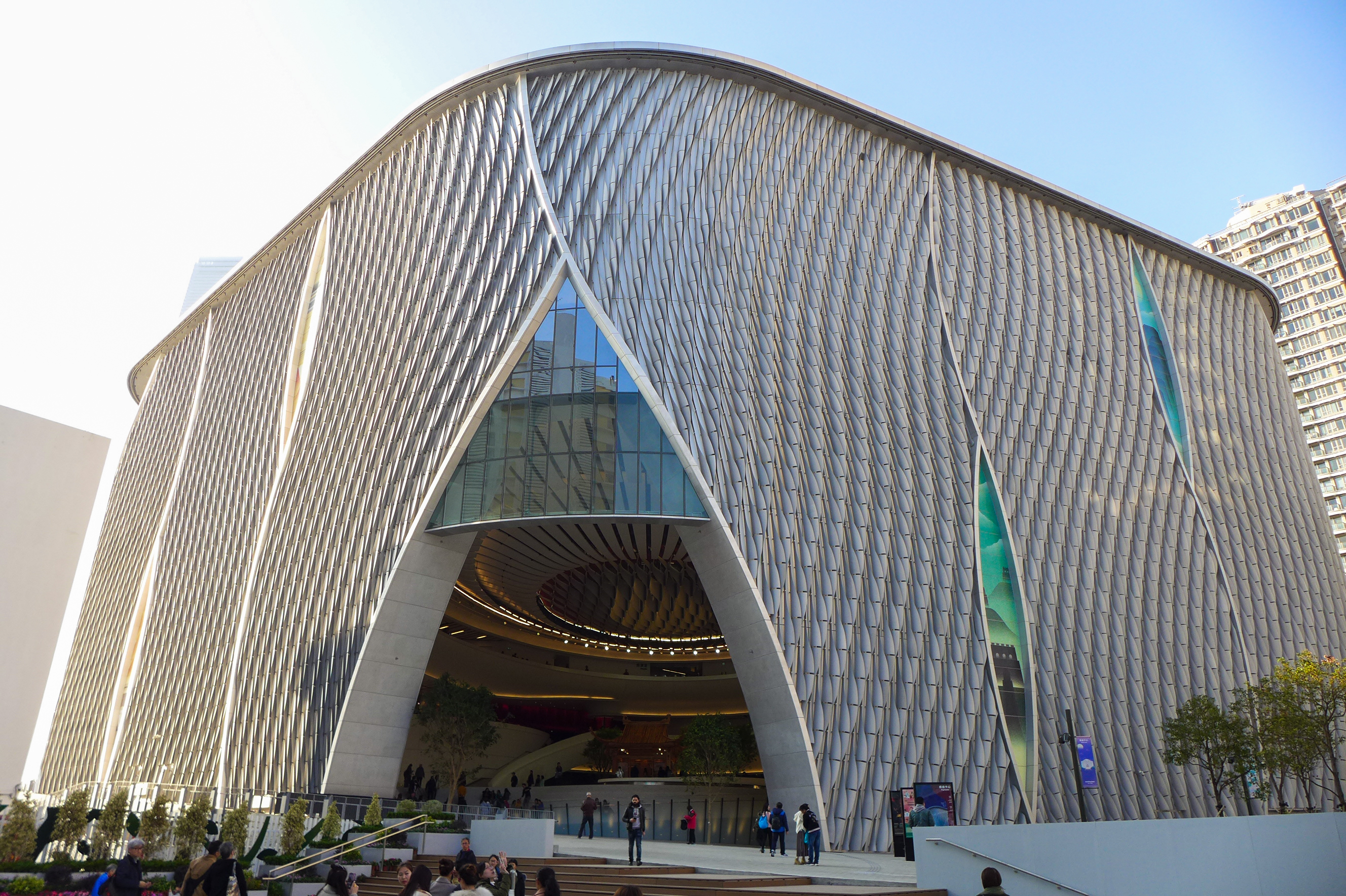
Xiqu Centre
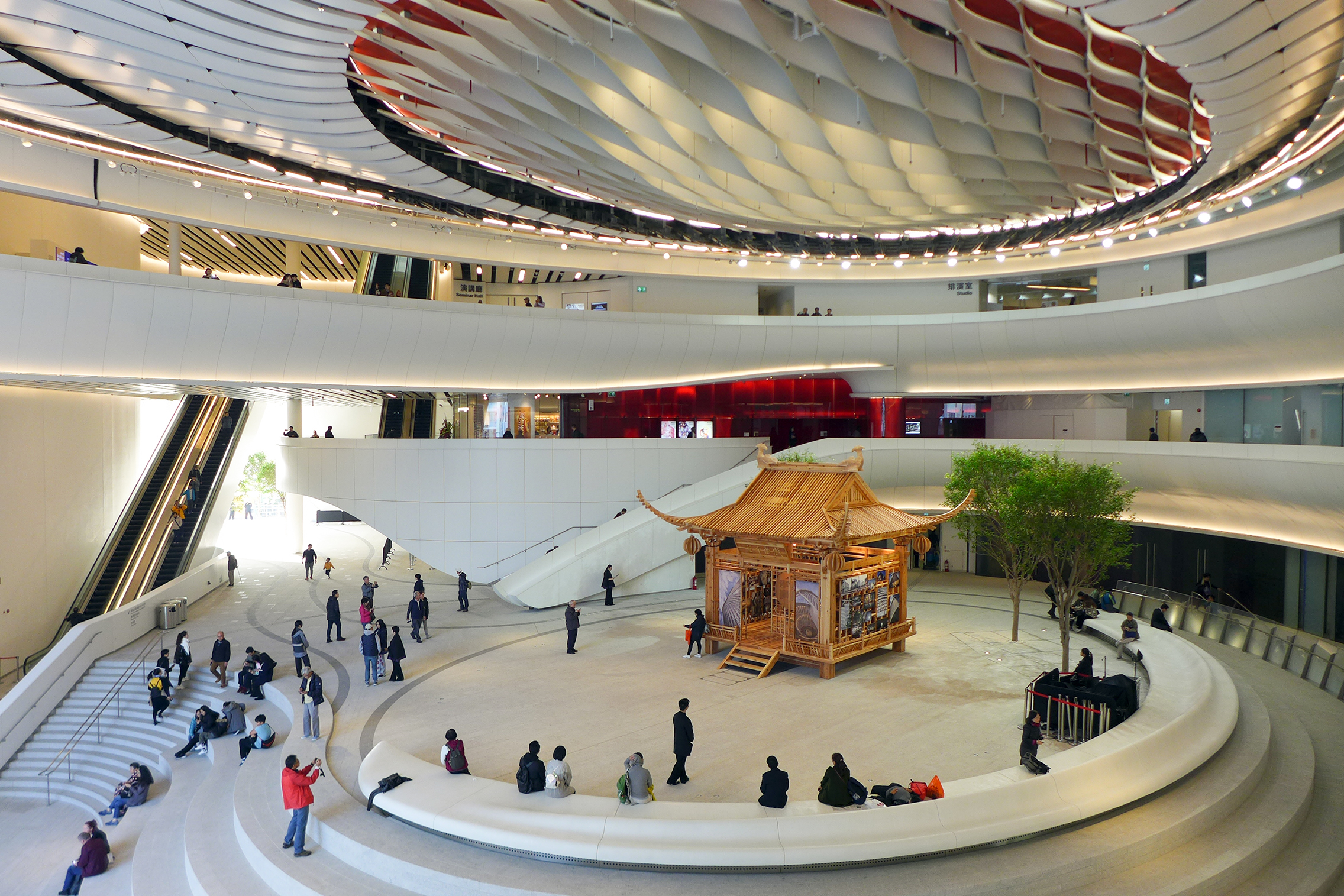
Атриум Xiqu Centre
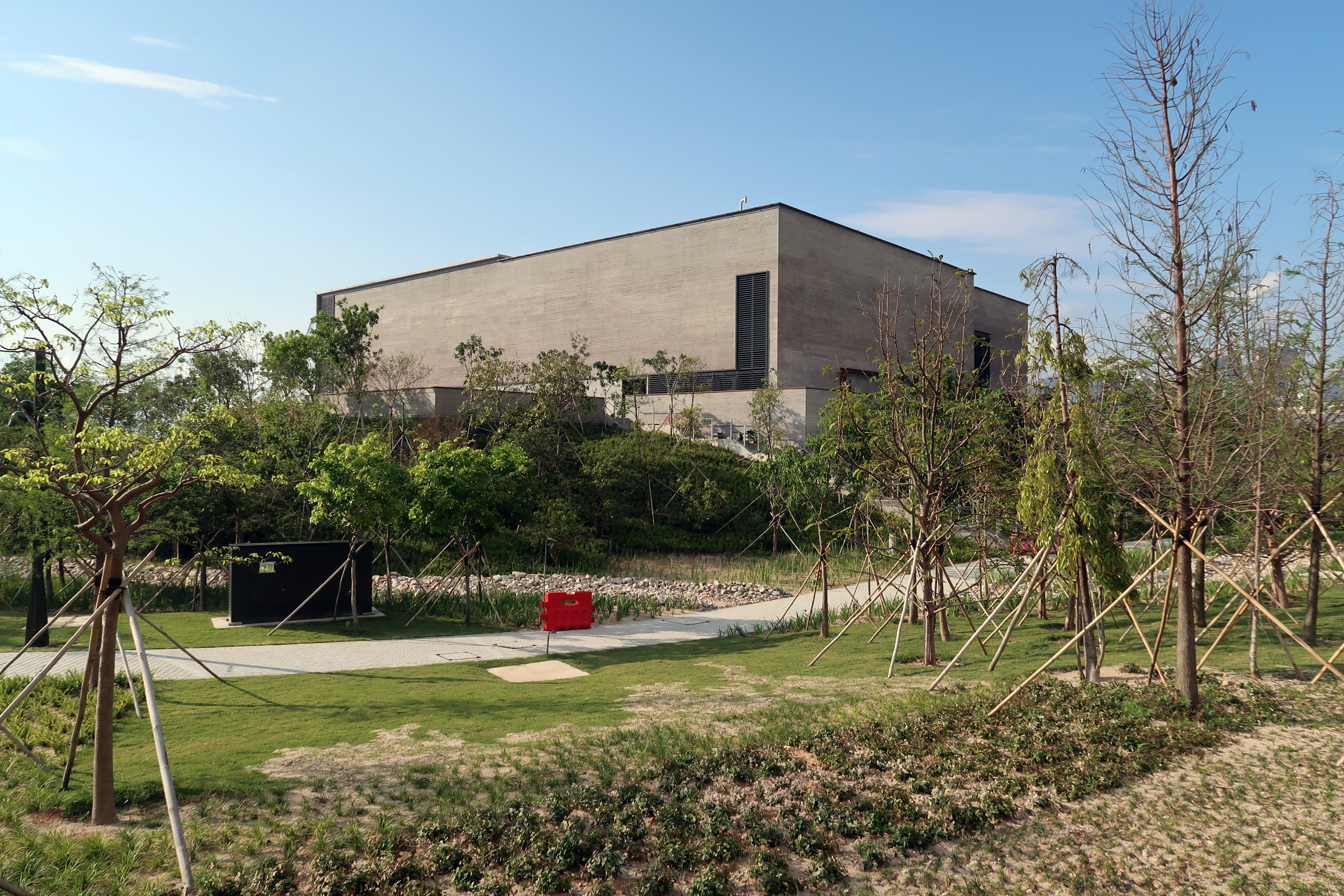
Freespace
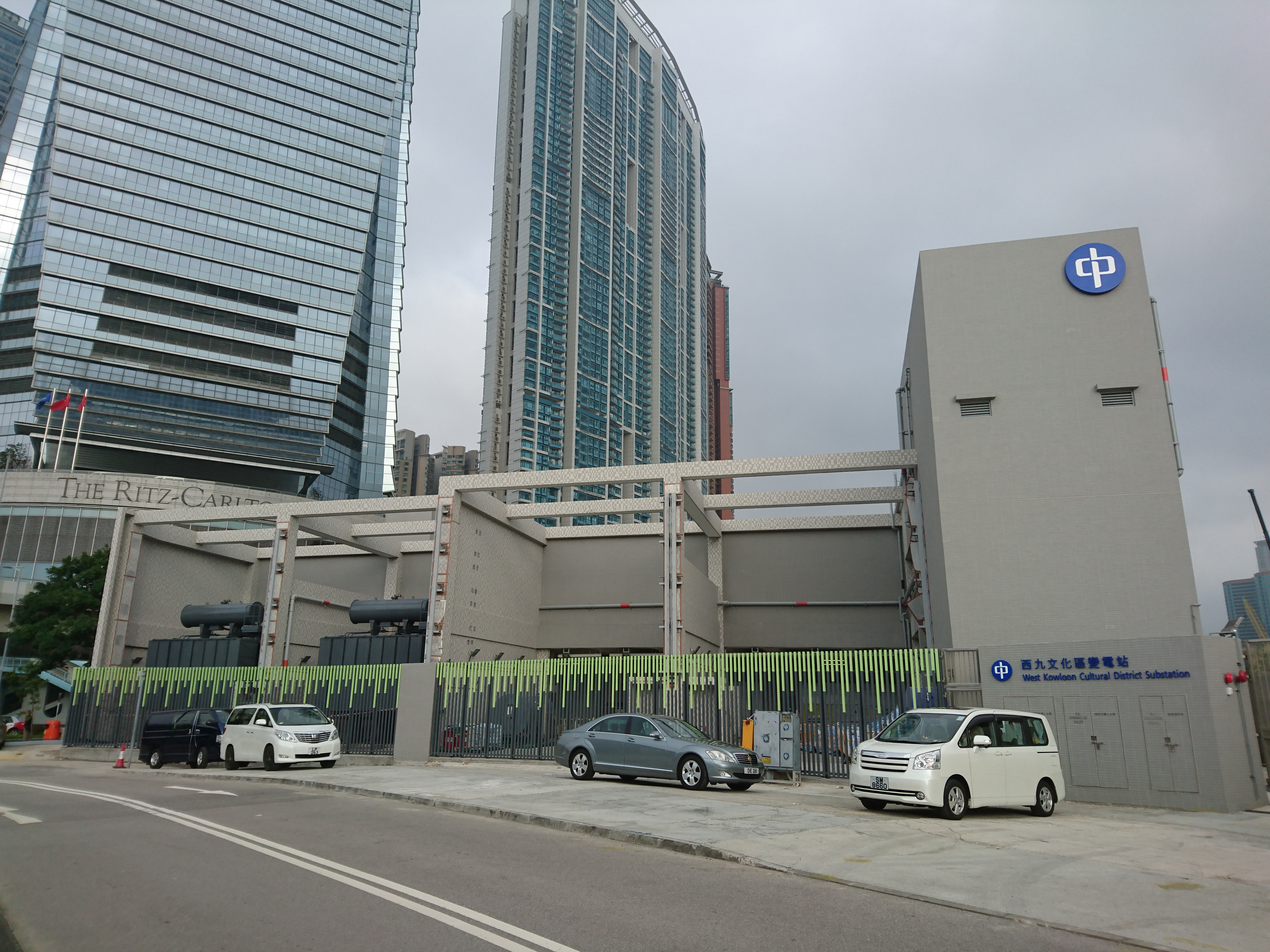
Подстанция
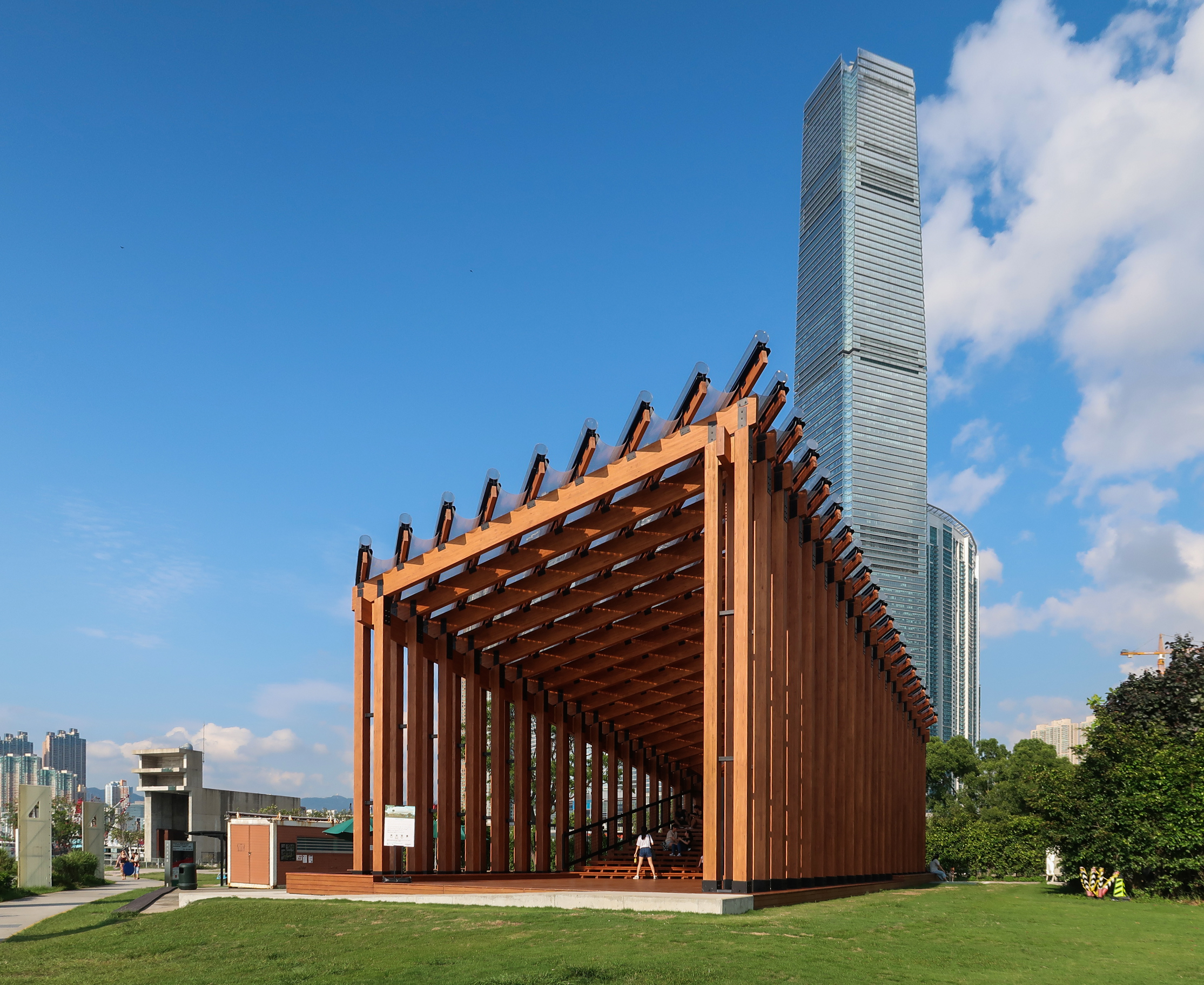
Павильон взросления
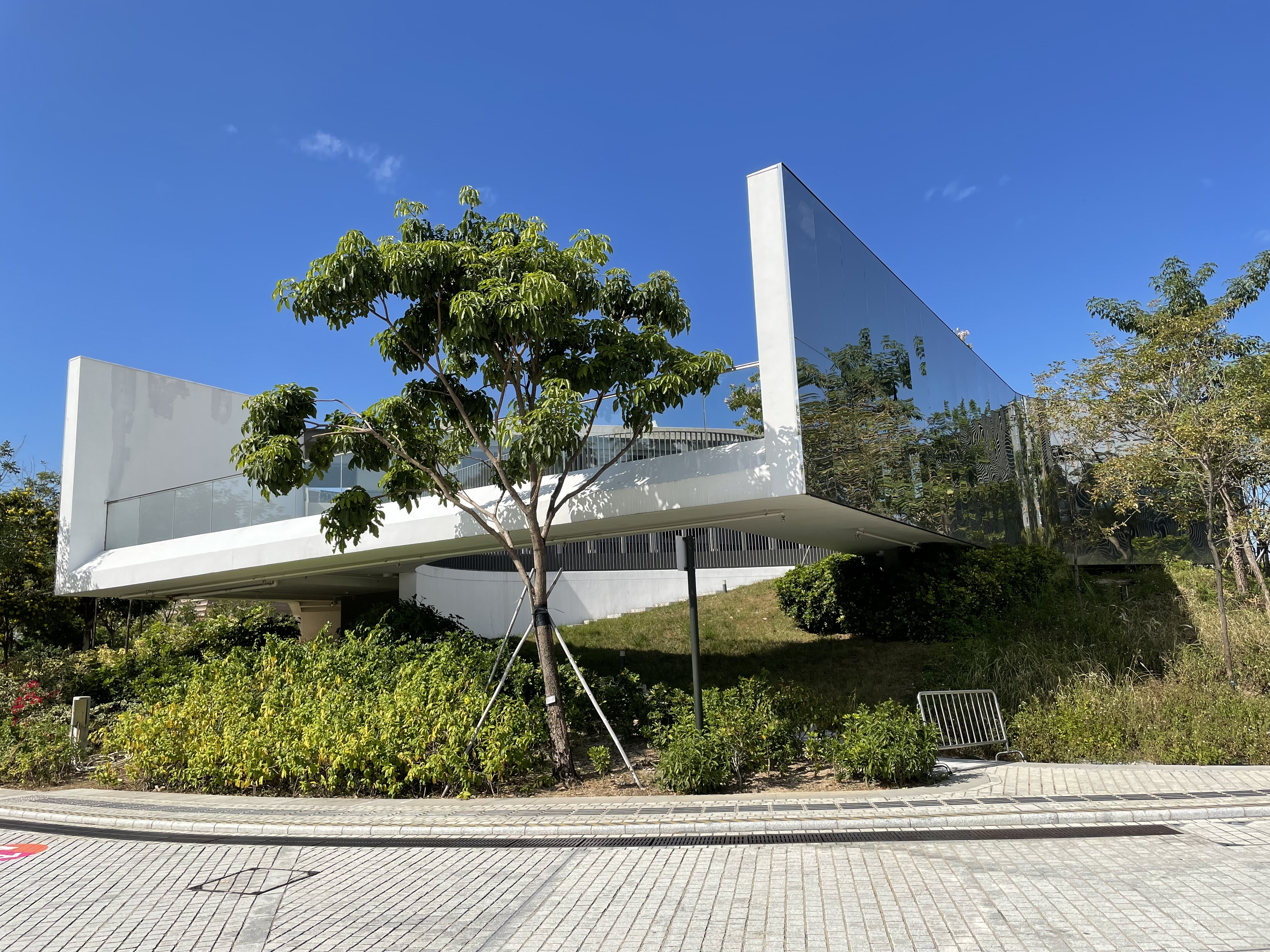
Павильон M+
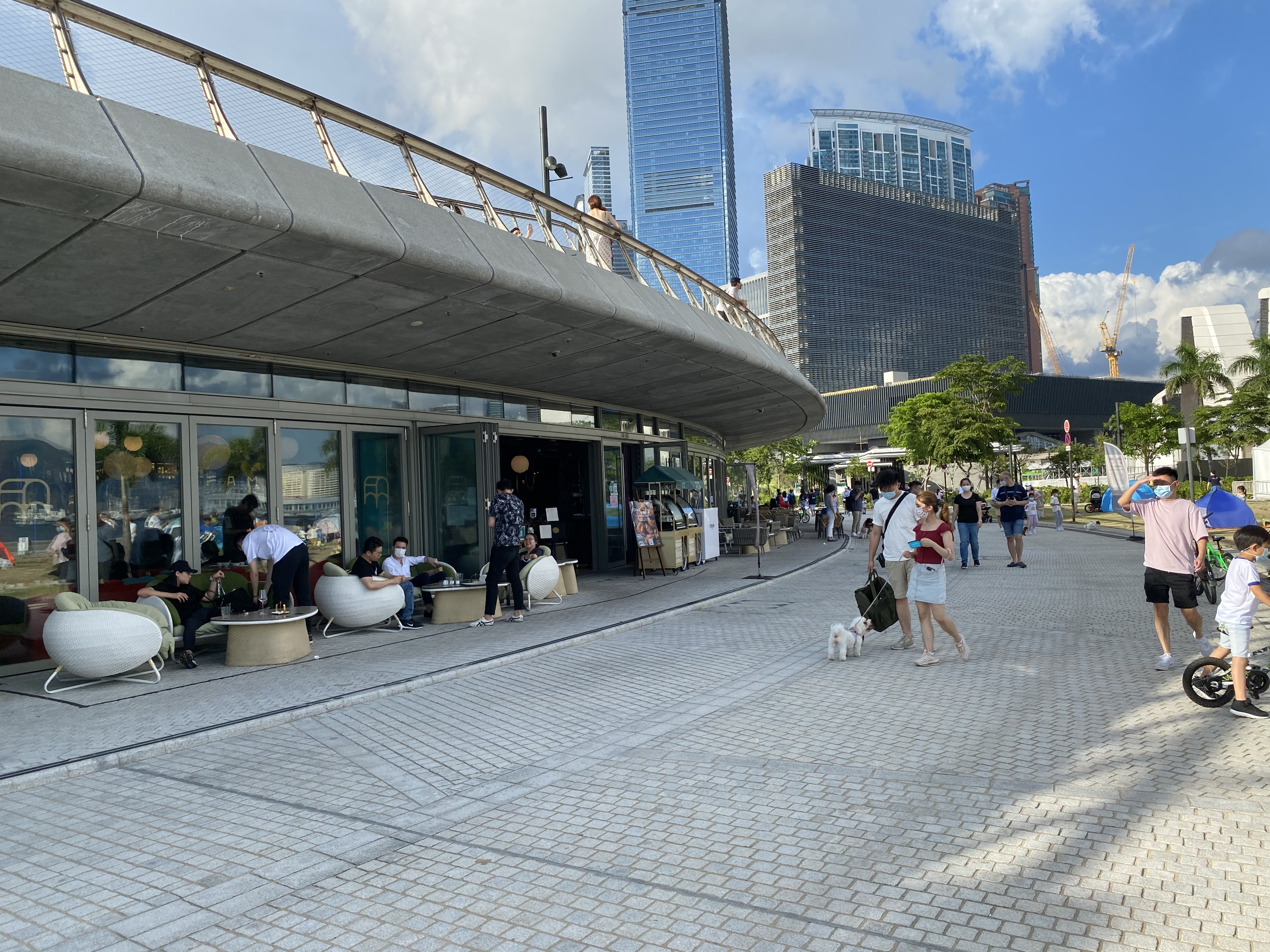
Кафе в парке
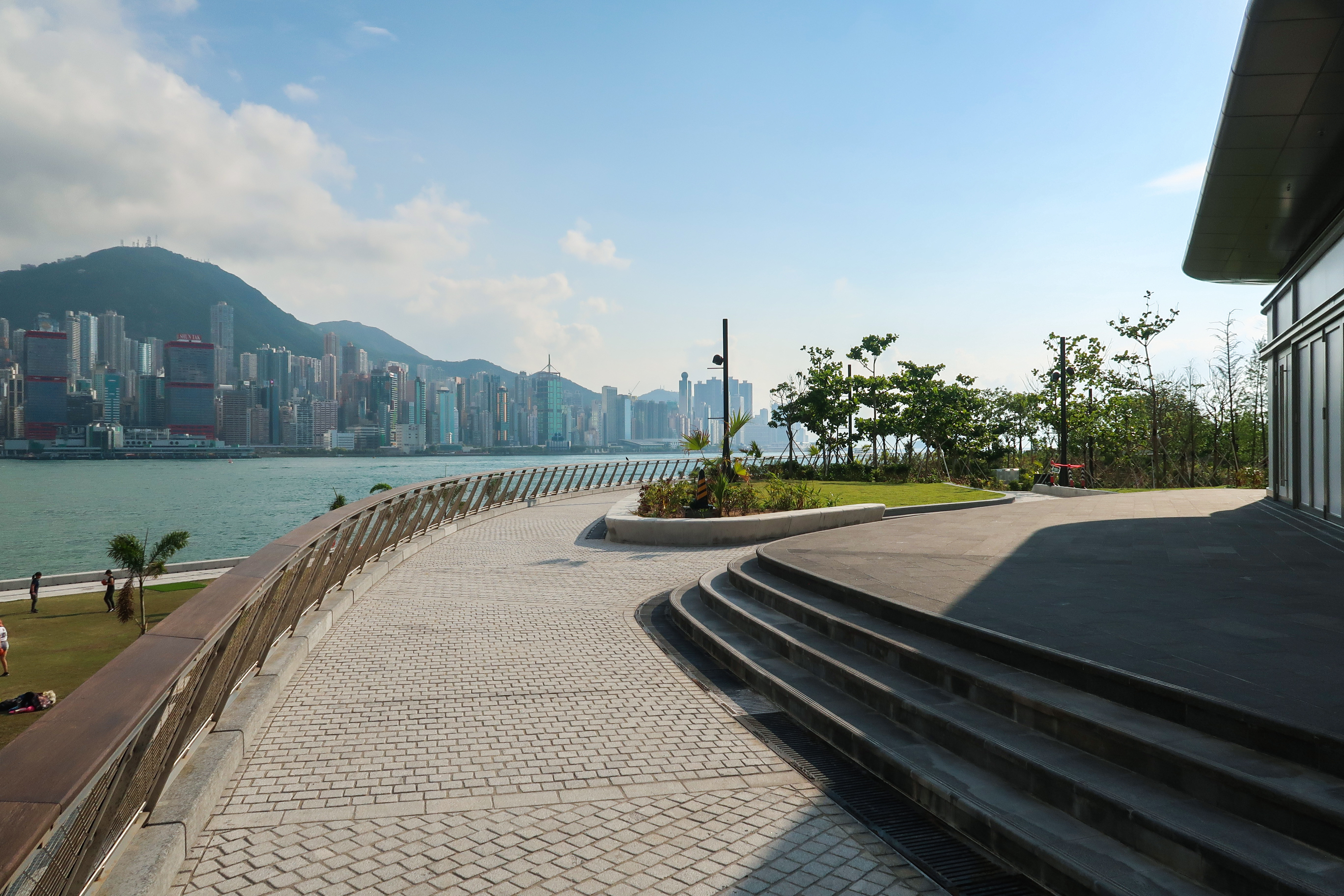
Арт-парк
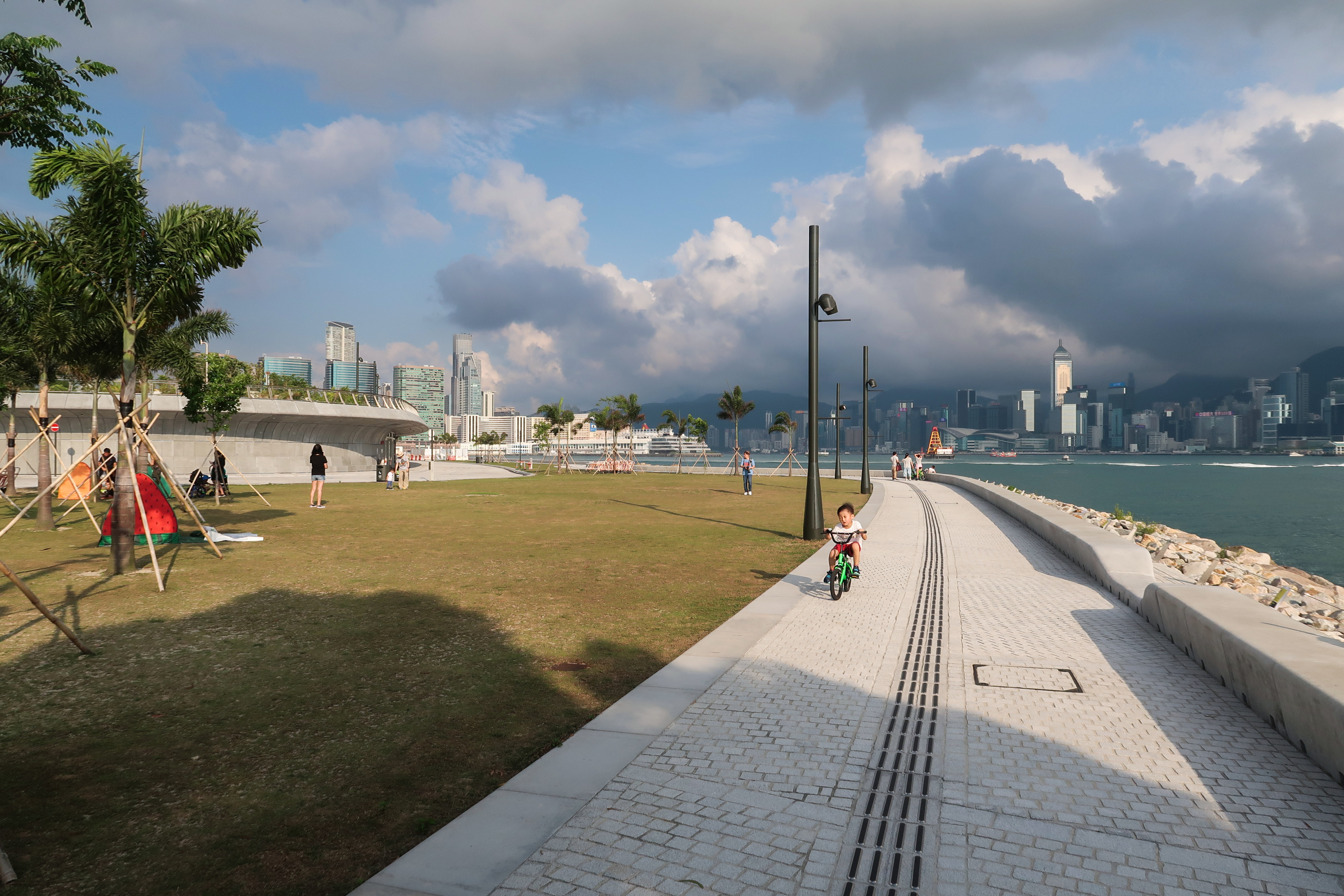
Набережная

## Инфраструктура

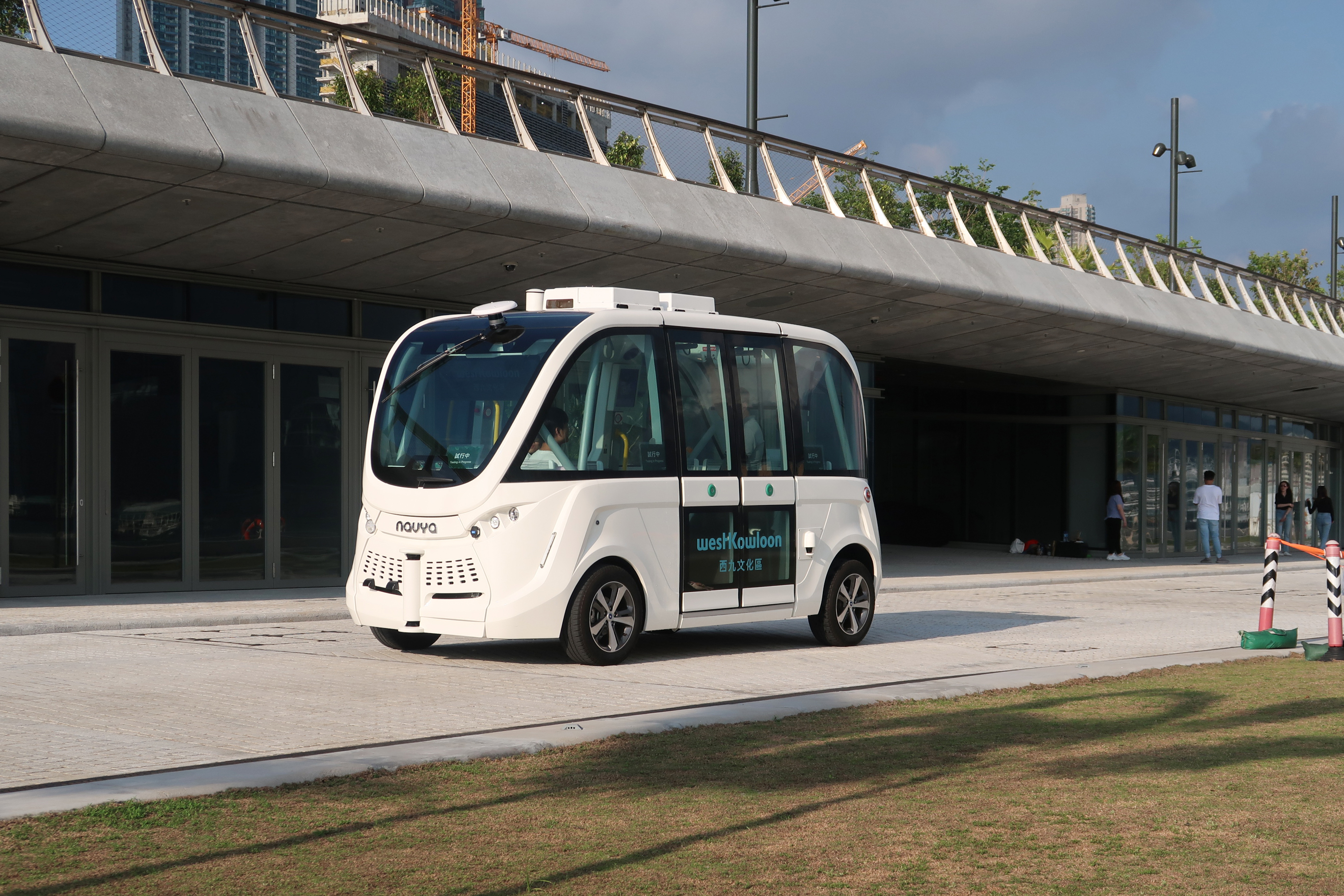
Беспилотный автомобиль

Культурный округ Западного Коулуна имеет собственный административный офис и электрическую подстанцию. Покупки можно совершить в соседнем торговом центре Elements.

### Транспорт
На территории округа имеются собственные электрические беспилотные автомобили, курсирующие по набережной, и станции велопроката.
В непосредственной близости от округа расположены станции метрополитена Коулун (Kowloon Station), Остин (Austin Station), Джордан (Jordan Station) и Чимсачёй (Tsim Sha Tsui Station), а также новый железнодорожный вокзал Западный Коулун (West Kowloon Station). Добраться к округу можно по линиям Тунчхун, Аэропорт-экспресс и Чхюньвань, а также на автобусе, такси и пароме.